# Svenska hockeyligan 2015-2016
La Svenska hockeyligan 2015-2016 è il 92º massimo campionato svedese di hockey su ghiaccio, il 41º disputato dalla nascita della Svenska hockeyligan. La stagione regolare iniziò il 16 settembre 2015 e si concluse l'8 marzo 2016. I playoff iniziarono il 10 marzo 2016 e terminarono il 24 aprile 2016. A partire da questa stagione la SHL decise di allargarsi fino a 14 squadre e fu riformato il processo di promozione e retrocessione fra SHL e HockeyAllsvenskan. La Kvalserien fu sostituita dalle Kvalspelet, non più un girone all'italiana ma un sistema di playoff.
Il campionato fu vinto dal Frölunda HC dopo la finale vinta per 4-1 contro i vicecampioni in carica dello Skellefteå AIK. Per il Frölunda si trattò del quarto titolo nella loro storia, il primo dopo quello del 2005. Al termine del torneo di qualificazione delle Kvalspelet il Leksands IF conquistò la promozione a scapito del Modo Hockey retrocesso in HockeyAllsvenskan, mentre il Karlskrona HK mantenne il suo posto in SHL sconfiggendo l'AIK.

## Squadre
Le squadre militanti in Svenska hockeyligan nella stagione 2015-2016 sono le seguenti:
| Squadra        | Città        | Arena                    | Capacità | Brynäs IF Djurgården Frölunda HC Färjestads BK HV71 Karlskrona HK Linköpings HC Luleå HF Malmö Modo Hockey Rögle BK Skellefteå AIK Växjö Lakers Örebro HK Localizzazione dei team in SHL |
| -------------- | ------------ | ------------------------ | -------- | --- |
| Brynäs         | Gävle        | Läkerol Arena            | 8.265    | Brynäs IF Djurgården Frölunda HC Färjestads BK HV71 Karlskrona HK Linköpings HC Luleå HF Malmö Modo Hockey Rögle BK Skellefteå AIK Växjö Lakers Örebro HK Localizzazione dei team in SHL |
| Djurgården     | Stoccolma    | Hovet                    | 8.094    | Brynäs IF Djurgården Frölunda HC Färjestads BK HV71 Karlskrona HK Linköpings HC Luleå HF Malmö Modo Hockey Rögle BK Skellefteå AIK Växjö Lakers Örebro HK Localizzazione dei team in SHL |
| Frölunda       | Göteborg     | Scandinavium             | 12.044   | Brynäs IF Djurgården Frölunda HC Färjestads BK HV71 Karlskrona HK Linköpings HC Luleå HF Malmö Modo Hockey Rögle BK Skellefteå AIK Växjö Lakers Örebro HK Localizzazione dei team in SHL |
| Färjestad      | Karlstad     | Löfbergs Lila Arena      | 8.647    | Brynäs IF Djurgården Frölunda HC Färjestads BK HV71 Karlskrona HK Linköpings HC Luleå HF Malmö Modo Hockey Rögle BK Skellefteå AIK Växjö Lakers Örebro HK Localizzazione dei team in SHL |
| HV71           | Jönköping    | Kinnarps Arena           | 7.038    | Brynäs IF Djurgården Frölunda HC Färjestads BK HV71 Karlskrona HK Linköpings HC Luleå HF Malmö Modo Hockey Rögle BK Skellefteå AIK Växjö Lakers Örebro HK Localizzazione dei team in SHL |
| Karlskrona     | Karlskrona   | Telenor Arena Karlskrona | 3.464    | Brynäs IF Djurgården Frölunda HC Färjestads BK HV71 Karlskrona HK Linköpings HC Luleå HF Malmö Modo Hockey Rögle BK Skellefteå AIK Växjö Lakers Örebro HK Localizzazione dei team in SHL |
| Linköping      | Linköping    | Cloetta Center           | 8.500    | Brynäs IF Djurgården Frölunda HC Färjestads BK HV71 Karlskrona HK Linköpings HC Luleå HF Malmö Modo Hockey Rögle BK Skellefteå AIK Växjö Lakers Örebro HK Localizzazione dei team in SHL |
| Luleå          | Luleå        | Coop Arena               | 6.000    | Brynäs IF Djurgården Frölunda HC Färjestads BK HV71 Karlskrona HK Linköpings HC Luleå HF Malmö Modo Hockey Rögle BK Skellefteå AIK Växjö Lakers Örebro HK Localizzazione dei team in SHL |
| Malmö          | Malmö        | Malmö Arena              | 13.000   | Brynäs IF Djurgården Frölunda HC Färjestads BK HV71 Karlskrona HK Linköpings HC Luleå HF Malmö Modo Hockey Rögle BK Skellefteå AIK Växjö Lakers Örebro HK Localizzazione dei team in SHL |
| MODO           | Örnsköldsvik | Fjällräven Center        | 7.600    | Brynäs IF Djurgården Frölunda HC Färjestads BK HV71 Karlskrona HK Linköpings HC Luleå HF Malmö Modo Hockey Rögle BK Skellefteå AIK Växjö Lakers Örebro HK Localizzazione dei team in SHL |
| Rögle          | Ängelholm    | Lindab Arena             | 5.150    | Brynäs IF Djurgården Frölunda HC Färjestads BK HV71 Karlskrona HK Linköpings HC Luleå HF Malmö Modo Hockey Rögle BK Skellefteå AIK Växjö Lakers Örebro HK Localizzazione dei team in SHL |
| Skellefteå AIK | Skellefteå   | Skellefteå Kraft Arena   | 6.001    | Brynäs IF Djurgården Frölunda HC Färjestads BK HV71 Karlskrona HK Linköpings HC Luleå HF Malmö Modo Hockey Rögle BK Skellefteå AIK Växjö Lakers Örebro HK Localizzazione dei team in SHL |
| Växjö Lakers   | Växjö        | Vida Arena               | 5.000    | Brynäs IF Djurgården Frölunda HC Färjestads BK HV71 Karlskrona HK Linköpings HC Luleå HF Malmö Modo Hockey Rögle BK Skellefteå AIK Växjö Lakers Örebro HK Localizzazione dei team in SHL |
| Örebro         | Örebro       | Behrn Arena              | 5.150    | Brynäs IF Djurgården Frölunda HC Färjestads BK HV71 Karlskrona HK Linköpings HC Luleå HF Malmö Modo Hockey Rögle BK Skellefteå AIK Växjö Lakers Örebro HK Localizzazione dei team in SHL |

## Stagione regolare
La stagione regolare ha avuto inizio il 16 settembre 2015 ed è terminata l'8 marzo 2016.

### Classifica
|                   | Pos. | Squadra        | Pt  | G  | V  | VOT | POT | P  | GF  | GS  | DR  |
| ----------------- | ---- | -------------- | --- | -- | -- | --- | --- | -- | --- | --- | --- |
|                   | 1.   | Skellefteå AIK | 111 | 52 | 33 | 4   | 4   | 11 | 160 | 103 | +57 |
| Svezia (bandiera) | 2.   | Frölunda       | 104 | 52 | 30 | 7   | 0   | 15 | 169 | 112 | +57 |
|                   | 3.   | Linköping      | 94  | 52 | 23 | 9   | 7   | 13 | 163 | 121 | +42 |
|                   | 4.   | Luleå          | 92  | 52 | 26 | 5   | 4   | 17 | 140 | 123 | +17 |
|                   | 5.   | Färjestad      | 89  | 52 | 20 | 10  | 9   | 13 | 141 | 130 | +11 |
|                   | 6.   | Växjö Lakers   | 87  | 52 | 25 | 4   | 4   | 19 | 147 | 139 | +8  |
|                   | 7.   | Djurgården     | 86  | 52 | 23 | 5   | 7   | 17 | 144 | 135 | +9  |
|                   | 8.   | Örebro         | 77  | 52 | 19 | 6   | 8   | 19 | 135 | 146 | -11 |
|                   | 9.   | HV71           | 75  | 52 | 21 | 4   | 4   | 23 | 138 | 146 | -8  |
|                   | 10.  | Brynäs         | 74  | 52 | 21 | 4   | 3   | 24 | 133 | 138 | -5  |
|                   | 11.  | Rögle          | 62  | 52 | 16 | 4   | 6   | 26 | 125 | 154 | -29 |
|                   | 12.  | Malmö          | 61  | 52 | 15 | 5   | 6   | 26 | 116 | 153 | -37 |
|                   | 13.  | MODO           | 49  | 52 | 13 | 3   | 4   | 32 | 119 | 166 | -47 |
|                   | 14.  | Karlskrona     | 31  | 52 | 5  | 4   | 8   | 35 | 120 | 184 | -64 |

Legenda:

      Ammesse ai Playoff
      Ammesse ai Play In
      Ammesse alle Direktkval
Note:

Tre punti a vittoria, due punti a vittoria dopo overtime, un punto a sconfitta dopo overtime, zero a sconfitta.

## Kvalspelet
La seconda edizione delle Kvalspelet durò dal 1º marzo al 1º aprile 2016. Vi presero parte le ultime due classificate della Svenska hockeyligan e le migliori otto formazioni della HockeyAllsvenskan. Le prime due della Hockeyallsvenskan giocarono una finale al meglio delle cinque per l'accesso alle Direktkval, mentre le squadre dal terzo all'ottavo posto disputarono un girone denominato Slutspelsserien con alcuni punti bonus in base al piazzamento in HockeyAllsvenskan. La perdente della finale e la vincitrice della Slutspelsserien giocarono uno spareggio per accedere alle Direktkval.
Le ultime due classificate della SHL più le due squadre qualificate alle Direktkval, un totale di quattro formazioni, giocarono due serie al meglio delle sette gare per la qualificazione alla SHL.

### Hockeyallsvenska finalen
| Squadra 1 | Totale | Squadra 2     | Gara 1 | Gara 2 | Gara 3 | Gara 4 | Gara 5    |
| --------- | ------ | ------------- | ------ | ------ | ------ | ------ | --------- |
| AIK       | 3 - 2  | Tingsryds AIF | 0 - 3  | 3 - 0  | 1 - 2  | 2 - 3  | 4 - 3 dts |

### Slutspelsserien
| Pos. | Squadra       | Pt | G | V | VOT | POT | P | GF | GS | DR |
| ---- | ------------- | -- | - | - | --- | --- | - | -- | -- | -- |
| 1.   | Leksand       | 11 | 5 | 3 | 0   | 0   | 2 | 18 | 11 | +7 |
| 2.   | Mora          | 11 | 5 | 3 | 1   | 0   | 1 | 12 | 10 | +2 |
| 3.   | BIK Karlskoga | 10 | 5 | 3 | 0   | 0   | 2 | 17 | 12 | +5 |
| 4.   | IK Oskarshamn | 10 | 5 | 2 | 0   | 1   | 2 | 12 | 16 | -4 |
| 5.   | Timrå         | 6  | 5 | 2 | 0   | 0   | 3 | 12 | 15 | -3 |
| 6.   | Almtuna       | 3  | 5 | 1 | 0   | 0   | 4 | 10 | 17 | -7 |

Legenda:

      Ammessa al Playoff
      Ammesse all'HockeyAllsvenskan 2016-2017
Note:

Tre punti a vittoria, due punti a vittoria dopo overtime, un punto a sconfitta dopo overtime, zero a sconfitta.

### Playoff
| Squadra 1     | Totale | Squadra 2 | Gara 1 | Gara 2 | Gara 3 |
| ------------- | ------ | --------- | ------ | ------ | ------ |
| Tingsryds AIF | 0 - 2  | Leksand   | 2 - 3  | 2 - 4  |        |

### Direktval
| Squadra 1  | Totale | Squadra 2 | Gara 1    | Gara 2 | Gara 3    | Gara 4 | Gara 5 | Gara 6 | Gara 7    |
| ---------- | ------ | --------- | --------- | ------ | --------- | ------ | ------ | ------ | --------- |
| Karlskrona | 4 - 1  | AIK       | 3 - 2 dts | 1 - 2  | 3 - 2     | 2 - 0  | 4 - 1  |        |           |
| MODO       | 3 - 4  | Leksand   | 5 - 0     | 4 - 0  | 1 - 2 dts | 1 - 2  | 7 - 1  | 4 - 5  | 3 - 4 dts |

Al termine del torneo il Leksands IF e il Karlskrona HK si qualificarono per la stagione 2016-2017 della SHL.

## Playoff
I playoff hanno avuto inizio il 10 marzo e si sono conclusi il 24 aprile 2016. Dopo il primo turno, gli accoppiamenti vengono riorganizzati in base alla posizione in regular season delle squadre qualificate.

### Tabellone
|  | Primo turno | Primo turno    | Primo turno |  |   | Quarti di finale | Quarti di finale | Quarti di finale |                |             | Semifinali  | Semifinali | Semifinali |  |  | Finale | Finale         | Finale |
|  |             |                |             |  |   |                  |                  |                  |                |             |             |            |            |  |  |        |                |        |
|  |             |                |             |  |   | 1                | Skellefteå AIK   | 4                |                |             |             |            |            |  |  |        |                |        |
|  | 8           | Örebro HK      | 0           |  |   | 9                | HV71             | 0                |                |             |             |            |            |  |  |        |                |        |
|  | 8           | Örebro HK      | 0           |  | 1 | 9                | HV71             | 0                | Skellefteå AIK | 4           |             |            |            |  |  |        |                |        |
|  | 9           | HV71           | 2           |  | 1 |                  |                  |                  |                | 4           |             |            |            |  |  |        |                |        |
|  | 9           | HV71           | 2           |  | 6 | Växjö Lakers     | 3                |                  |                |             |             |            |            |  |  |        |                |        |
|  |             |                |             |  |   | Växjö Lakers     | 3                | 3                | Linköpings HC  | 2           |             |            |            |  |  |        |                |        |
|  |             |                |             |  |   |                  |                  | 3                | Linköpings HC  | 2           |             |            |            |  |  |        |                |        |
|  |             |                |             |  |   | 6                | Växjö Lakers     | 4                |                |             |             |            |            |  |  |        |                |        |
|  |             |                |             |  |   |                  |                  |                  |                |             |             |            |            |  |  | 1      | Skellefteå AIK | 1      |
|  |             |                |             |  |   |                  |                  | 2                | Frölunda HC    | 4           |             |            |            |  |  |        |                |        |
|  |             |                |             |  |   | 4                | Luleå HF         | 4                |                |             |             |            |            |  |  |        |                |        |
|  |             |                |             |  |   | 5                | Färjestad BK     | 1                |                |             |             |            |            |  |  |        |                |        |
|  |             |                |             |  |   | 5                | Färjestad BK     | 1                |                | 2           | Frölunda HC | 4          |            |  |  |        |                |        |
|  | 7           | Djurgårdens IF | 2           |  |   |                  |                  |                  |                | 2           | Frölunda HC | 4          |            |  |  |        |                |        |
|  | 7           | Djurgårdens IF | 2           |  | 4 | Luleå HF         | 2                |                  |                |             |             |            |            |  |  |        |                |        |
|  | 10          | Brynäs IF      | 1           |  | 4 | Luleå HF         | 2                |                  | 2              | Frölunda HC | 4           |            |            |  |  |        |                |        |
|  | 10          | Brynäs IF      | 1           |  |   |                  |                  |                  | 2              | Frölunda HC | 4           |            |            |  |  |        |                |        |
|  |             |                |             |  |   | 7                | Djurgårdens IF   | 2                |                |             |             |            |            |  |  |        |                |        |

### Play In
| Squadra 1  | Totale | Squadra 2 | Gara 1    | Gara 2 | Gara 3 |
| ---------- | ------ | --------- | --------- | ------ | ------ |
| Djurgården | 2 - 1  | Brynäs    | 5 - 4 dts | 2 - 5  | 5 - 4  |
| Örebro     | 0 - 2  | HV71      | 2 - 3     | 1 - 7  |        |

### Quarti di finale
| Squadra 1      | Totale | Squadra 2    | Gara 1 | Gara 2    | Gara 3    | Gara 4 | Gara 5 | Gara 6    | Gara 7 |
| -------------- | ------ | ------------ | ------ | --------- | --------- | ------ | ------ | --------- | ------ |
| Skellefteå AIK | 4 - 0  | HV71         | 6 - 1  | 4 - 3 dts | 5 - 4 dts | 1 - 0  |        |           |        |
| Frölunda       | 4 - 1  | Djurgården   | 4 - 2  | 1 - 3     | 5 - 2     | 3 - 1  | 5 - 1  |           |        |
| Linköping      | 2 - 4  | Växjö Lakers | 6 - 1  | 3 - 2     | 2 - 3     | 1 - 3  | 1 - 4  | 1 - 2 dts |        |
| Luleå          | 4 - 1  | Färjestad    | 4 - 2  | 1 - 4     | 3 - 1     | 2 - 1  | 5 - 2  |           |        |

### Semifinali
| Squadra 1      | Totale | Squadra 2    | Gara 1 | Gara 2    | Gara 3 | Gara 4    | Gara 5    | Gara 6    | Gara 7    |
| -------------- | ------ | ------------ | ------ | --------- | ------ | --------- | --------- | --------- | --------- |
| Skellefteå AIK | 4 - 3  | Växjö Lakers | 2 - 0  | 2 - 3 dts | 2 - 0  | 1 - 2     | 5 - 3     | 3 - 4 dts | 3 - 2 dts |
| Frölunda       | 4 - 2  | Luleå        | 1 - 0  | 2 - 4     | 2 - 0  | 1 - 2 dts | 3 - 2 dts | 8 - 2     |           |

### Finale
| Squadra 1      | Totale | Squadra 2 | Gara 1 | Gara 2 | Gara 3 | Gara 4 | Gara 5 | Gara 6 | Gara 7 |
| -------------- | ------ | --------- | ------ | ------ | ------ | ------ | ------ | ------ | ------ |
| Skellefteå AIK | 1 - 4  | Frölunda  | 3 - 4  | 4 - 1  | 1 - 3  | 2 - 3  | 3 - 5  |        |        |

## Verdetti
- Campione di Svezia:  Frölunda HC (4º titolo)
- Promozione in Svenska Hockeyligan: Leksands IF
- Retrocessione in HockeyAllsvenskan: Modo Hockey

## Premi individuali
- Guldhjälmen (Most Valuable Player) - Anton Rödin, Brynäs IF
- Honkens trofé (miglior portiere) - Markus Svensson, Skellefteå AIK
- Håkan Loob Trophy (miglior marcatore) - Nick Johnson, Brynäs IF
- Salming Trophy (miglior difensore) - Niclas Burström, Skellefteå AIK
- Stefan Liv Memorial Trophy (MVP dei playoff) - Johan Sundström, Frölunda HC
- Årets nykomling (rookie dell'anno) - Ludvig Rensfeldt, Rögle BK
- Guldpipa (miglior arbitro) -